# Вологодская область
Волого́дская о́бласть — субъект Российской Федерации, входит в состав Северо-Западного федерального округа. Площадь составляет 144 527 км², население — 1 115 371 чел. (2025).
Административный центр — город Вологда (311 476 человек). Расстояние от Вологды до Москвы — 465 км.

## История
Субъект был образован 23 сентября 1937 года постановлением ЦИК СССР «О разделении Северной области на Вологодскую и Архангельскую области».
До XV века западные районы нынешней Вологодской области входили в Новгородскую землю, а центральные и восточные земли входили сначала в Ростовское княжество, а затем Великое княжество Московское.
В конце XV века был создан Вологодский уезд (уезды были основными административно-территориальными единицами государства).
С 1708 года территория вошла в Архангелогородскую губернию и Ингерманландскую губернию, а с 1727 года западная часть вошла в Новгородскую губернию. В 1780 году три провинции Архангелогородской губернии Вологодская, Великоустюгская и Архангельская были преобразованы в области и включены в состав Вологодского наместничества, а в 1796 году из южной и юго-восточной частей территории Вологодского наместничества образована Вологодская губерния.
Декрет ВЦИК Российской Республики от 27 января 1918 года устанавливал, что границы губерний определяются решением Советов данных территорий.
26 марта 1918 года в г. Череповец на съезде представителей Советов 5 уездов Новгородской губернии: Тихвинского, Устюженского, Череповецкого, Кирилловского и Белозерского учреждена Череповецкая губерния (первым председателем губисполкома избран И. В. Тимохин). 5 июня 1918 года Наркомат внутренних дел Российской Республики утвердил это решение.
6 апреля 1918 года учреждена Вологодская губерния: в г. Вологда собрался I Вологодский губернский съезд Советов рабочих, крестьянских и солдатских депутатов, на котором присутствовало 200 делегатов от волостных и уездных Советов, который решил образовать Вологодскую губернию. Первым председателем Вологодского губисполкома (который состоял из 26 человек) избран большевик Ветошкин, Михаил Кузьмич (1884—1958).
17 июня 1918 года на съезде представителей Советов 5 восточных уездов Вологодской губернии: Великоустюжского, Никольского, Сольвычегодского, Усть-Сысольского и Яренского учреждена Северо-Двинская губерния с центром в Великом Устюге. Первым председателем Северо-Двинского губисполкома избирается правый эсер Альберт Леонтьевич (Абель Лейбович) Менциковский (1871 — 14.02.1919), товарищ председателя И. М. Шумилов (большевик). 24 июня 1918 года Наркомат внутренних дел Российской Республики утвердил это решение.
10 апреля 1924 года Декретом ВЦИК на территории Северо-Двинской губернии упразднено волостное и уездное деление, проведено районирование. Губерния была разделена на 18 районов: Верхнетоемский, Черевковский, Красноборский, Сольвычегодский, Ленский, Вилегодский, Лальский, Котласский, Великоустюгский, Нюксенский, Усть-Алексеевский, Кичменгско-Городецкий, Подосиновский, Енангский, Опаринский, Вознесенско-Вохомский, Никольский, Рослятинский. Город Яренск был преобразован в село. 27 февраля 1928 года были упразднены Усть-Алексеевский (присоединён к Великоустюгскому) и Енангский (присоединён к Кичменгско-Городецкому) районы, а Нюксенский район — переименован в Сухонский.
23 июля 1930 года окружное деление в крае было ликвидировано. 30 июля 1931 года исчезли следующие районы: Верховажский, образованный в 1929 году в составе Няндомского округа Северного края (территория передана Вельскому району); Сямженский (вошёл в Тотемский и Харовский районы); Кокшенгский и Сухонский (их территория вошла во вновь образованный Нюксенский район); Толшменский (вошёл в Тотемский и Шуйский районы); Рослятинский (присоединён к Леденгскому району), а 20 сентября — следующие: Абакановский (территория передана Череповецкому и Кадуйскому районам); Уломский (территория передана Череповецкому району и Весьегонскому району Калининской области); Николо-Торжский (присоединён к Кирилловскому району). Петропавловский район был переименован в Чарозерский.
Затем, после принятия Конституции СССР 5 декабря 1936 года восточная, часть современной области вошла в состав Северной области образованной при разделении Северного края. 25.01.1935 — восстановление Верховажского район; 1937 — район включён в состав Вологодской области. В связи с разделением 23 сентября 1937 года Северной области на Вологодскую и Архангельскую, из Ленинградской области были переданы в Вологодскую город Череповец и 18 районов: Череповецкий, Мяксинский, Пришекснинский, Петриневский, Кирилловский, Чарозерский, Вашкинский, Белозерский, Бабаевский, Кадуйский, Чагодощенский, Устюженский, Борисово-Судский, Шольский, Оштинский, Ковжинский, Вытегорский и Андомский.
13 августа 1944 года Павинский и Вохомский районы были переданы в Костромскую область.

## Физико-географическая характеристика

### География

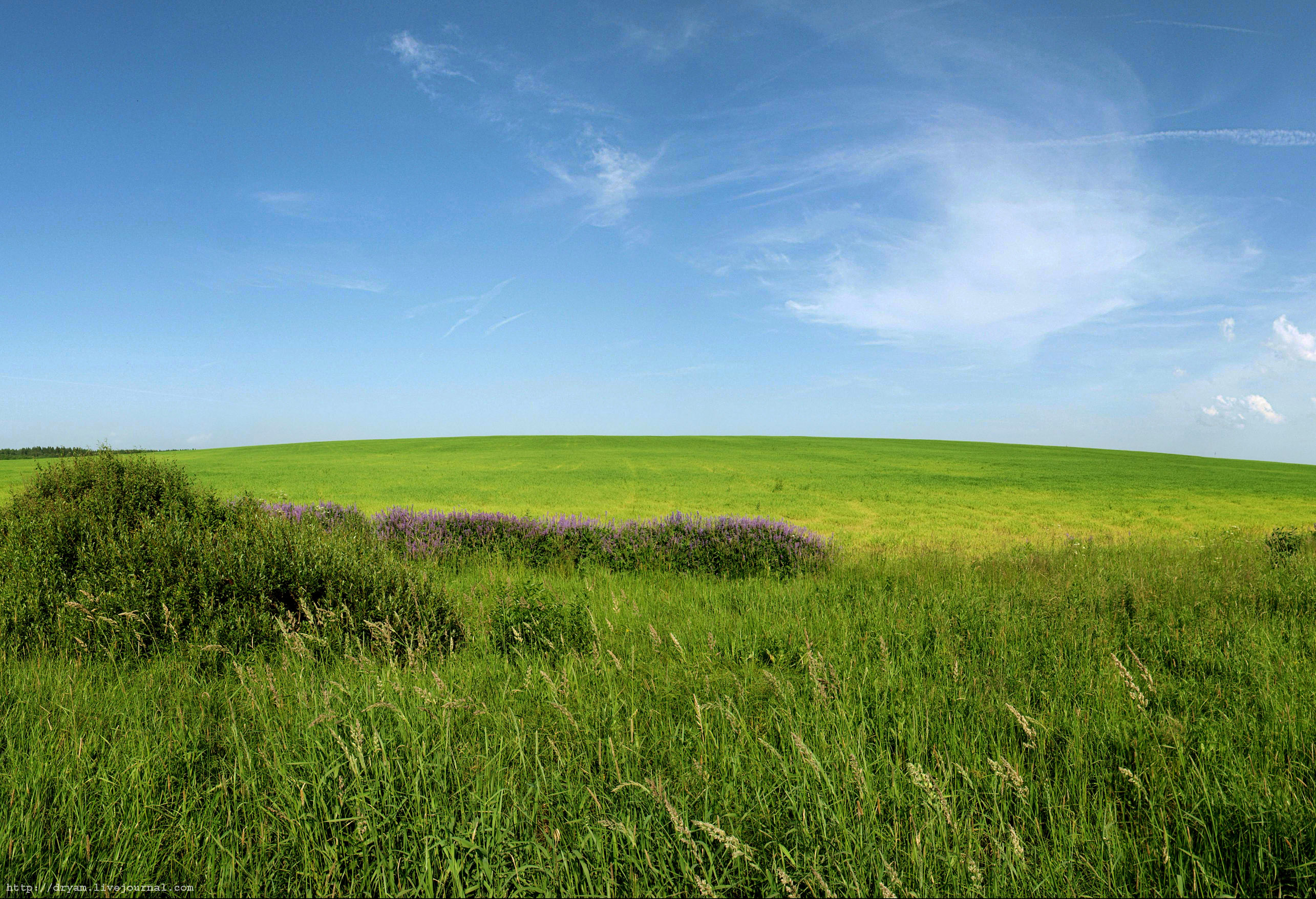
Холмы в окрестностях Вологды

Вологодская область расположена на северо-востоке Восточно-Европейской равнины, в континентальной части таёжной зоны. Граничит с восемью субъектами Российской Федерации: Архангельской областью на севере, Кировской — на востоке, с Костромской и Ярославской — на юге, с Тверской и Новгородской — на юго-западе, с Ленинградской — на западе, и Республикой Карелия — на северо-западе. 
Площадь составляет 144 527 км². По размерам территории занимает 26-е место в России, 7-е — в европейской части России, и превосходит по площади такие страны, как Таджикистан (143 099 км²) и Греция (131 957 км²). Наибольшая протяжённость с севера на юг составляет 385 км, а с запада на восток — 650 км. Из-за этого на востоке области Солнце всходит раньше, чем на западе, почти на 50 минут, которые и составляют разницу в местном времени западных и восточных районов области.

### Рельеф
Рельеф здесь холмистый — чередуются низменности (Прионежская, Молого-Шекснинская), гряды (Андогская, Белозерская, Кирилловская) и возвышенности (Андомская, Вепсовская, Вологодская, Галичская, Верхневажская). Высота области над уровнем моря — 150—200 метров. Поверхность — низменная равнина с множеством озёр, болот, рек и многочисленными невысокими грядами и возвышенностями. На территории области находится водораздел Евразии между бассейнами Северного Ледовитого, Атлантического океанов и бассейном внутреннего стока (Каспийское море) — точка «Атлека». На юго-востоке области — Северные Увалы. Самая низкая точка — Прионежская низменность — 33 метра над уровнем моря. Самая высокая — 304 метра — гора Мальгора, Вепсовская возвышенность. Немногим уступают Мальгоре высшие точки Андомской возвышенности (293 метра), Андогской гряды (299 метров) и Северных Увалов (Исакова гора — 293 метра).

### Климат
Климат области — умеренно континентальный с продолжительной умеренно холодной зимой и относительно коротким тёплым летом. Суровость климата возрастает с запада на восток. Средняя температура января — от −11 °C на западе области до −14 °C на востоке, средняя температура июля, соответственно, — от +16 °C до +18 °C. Осадков довольно много — 500—650 мм в год (максимум в летние месяцы); испаряемость гораздо меньше, поэтому область богата реками, озёрами и болотами. Снежный покров лежит 165—170 дней. Продолжительность вегетационного периода составляет около 130 дней.

### Внутренние воды

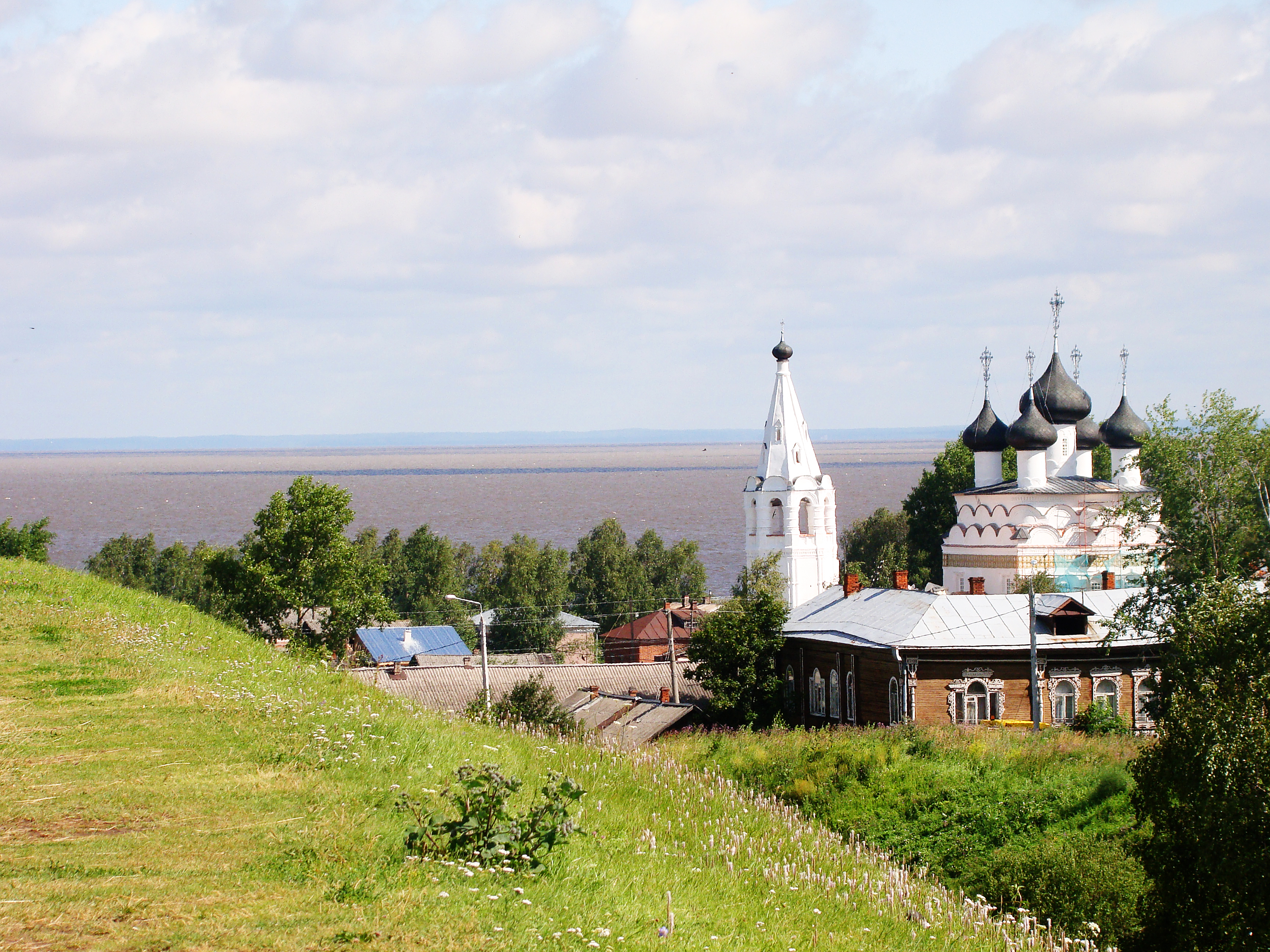
Белозерск (Вологодская область). Вид на озеро Белое

Вологодская область богата водными ресурсами. Характерна густая речная сеть, всего рек более 2000, из них 13 крупные: Сухона с притоками Вологда и Двиница, Юг с Лузой, Молога с Чагодощей, Шексна, Суда, верховья Унжи, Андома. Реки области имеют смешанное снежно-дождевое питание. На сезон апрель — июнь приходится половина годового стока рек. Ледостав длится 160—170 дней.
Насчитывается более 5 тысяч озёр. На юго-западе расположены Шекснинское и крупное Рыбинское водохранилище, на западе озёра: Белое, Кубенское и Воже. Онежское озеро на севере области соединяет с Волгой Волго-Балтийский водный путь. Широко распространены болота (12 % территории области), сосредоточены преимущественно в западных районах.

### Почвы, растительный и животный мир
Растительность типична для средней и южной тайги. В северной части области преобладают подзолистые почвы, в южной — дерново-подзолистые, местами встречаются болотные почвы. Леса занимают около 75 % территории области (на северо-западе и юго-востоке 80 %, в центральной части до 50 %). Более половины лесов — хвойные, в основном ельники. Самые распространённые породы лесов — ель европейская и ель сибирская, а также их гибрид — ель финская, на втором месте — сосна обыкновенная. Пихта сибирская встречается в восточной части области, а лиственница Сукачёва (русская, подвид лиственницы сибирской) — преимущественно в восточной и северной частях. Широко распространены берёза бородавчатая, берёза пушистая и осина, часто образующие вторичные леса. Несколько меньше распространены ольха серая и ольха чёрная. На участках с плодородными почвами, в основном в подлеске, реже — во втором и первом ярусах древостоя иногда растут липа мелколистная, вяз гладкий, вяз шершавый, на западе области добавляется клён остролистный, а на юго-западе — дуб черешчатый, ясень обыкновенный и лещина обыкновенная. Животный мир типичен для тайги: лось, бурый медведь, кабан, росомаха, заяц-беляк, лесная куница, барсук, волк, лисица; птицы — глухарь, белая куропатка, тетерев, рябчик. В реках и озёрах водятся лосось, нельма, лещ, судак, окунь, щука и др. На территории Вологодской области создано несколько ООПТ государственного значения: Русский Север, Дарвинском заповеднике и других 198 особо охраняемых природных территориях регионального уровня.
Десятую часть площади занимают луга — второе (после леса) естественное богатство области.
Из природных ресурсов основными являются запасы древесины, велики запасы пресных вод, часть незначительного гидроэнергопотенциала реализована на Шекснинской ГЭС. Полезными ископаемыми область не богата — имеются месторождения торфа, строительных материалов, поваренной соли и минеральных вод, в реках встречается речной жемчуг, территория на границе с Архангельской и Кировской областями перспективна к обнаружению алмазных месторождений.

## Население
Этнохороним — вологжа́не.

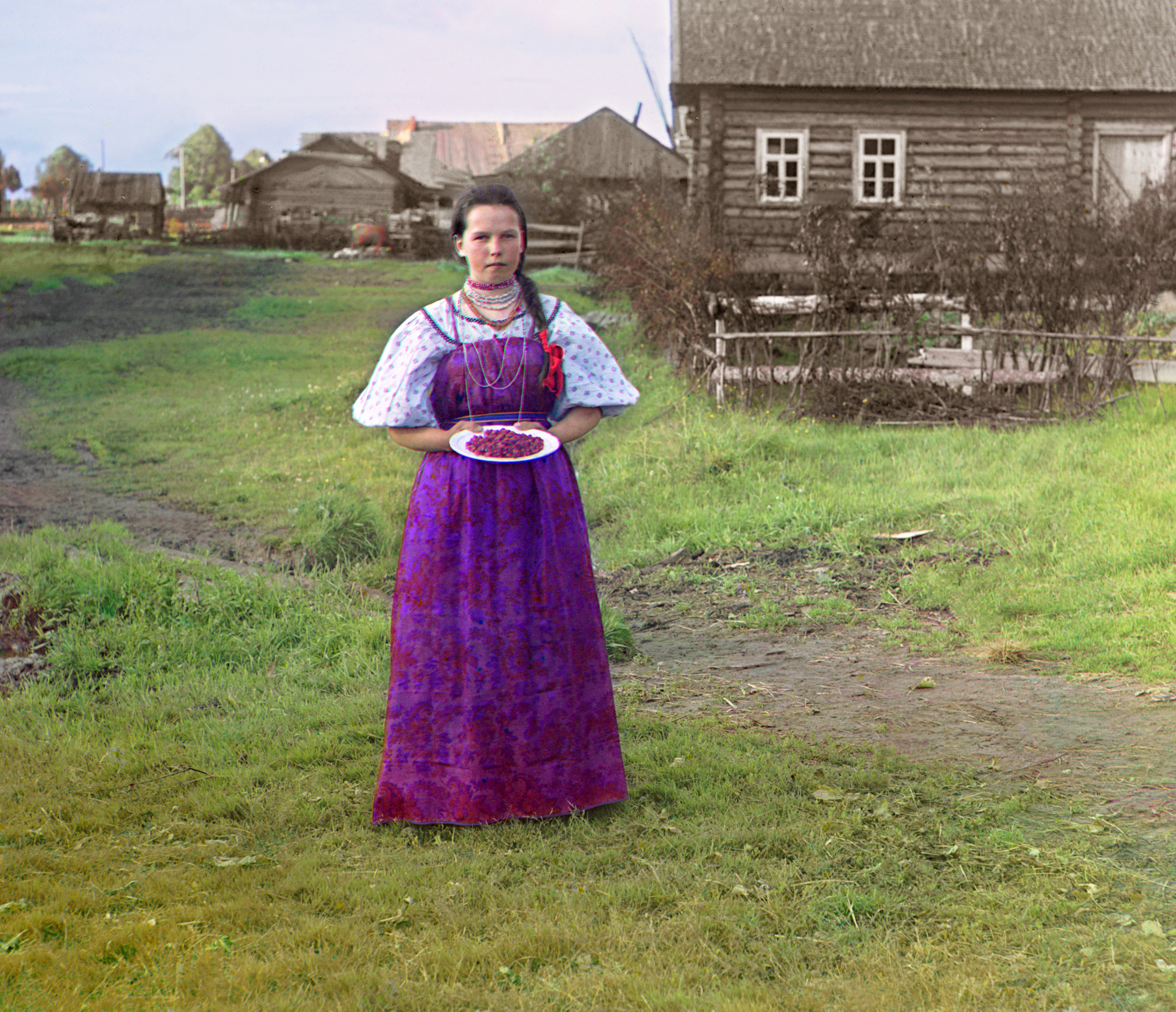
Девушка с земляникой (Вологодская губерния)
Цветная фотография 1909 года С. М. Прокудина-Горского

Численность населения области по данным Росстата составляет 1 115 371 чел. (2025). Плотность населения — 7,72 чел/км² (2025). Городское население — 
73,96 % (824981).
В октябре 2024 года губернатор Вологодской области рассказал, что за год население области сократилось на 7,5 тыс. человек. Как заявил глава региона 71% смертей граждан трудоспособного возраста в Вологодской области связаны с алкоголизмом и сопутствующими заболеваниями, область занимает 71 место в федеральном рейтинге трезвости регионов.   
Вологодская область стоит на первом месте среди всех других регионов России по доле русского населения в регионе (96,56 % русских среди всего населения области); и на третьем месте после Брянской и Архангельской областей по доле восточнославянского населения (Брянская — 98,37 %, Архангельская — 98,03 %, Вологодская — 97,92 %).
Коренным населением являются вепсы, компактно проживающие на северо-западе области.

### Национальный состав
По итогам переписи населения 2020 года проживали следующие национальности (национальности менее 0,1 % и другое, см. в сноске к строке «Другие»):
| Национальность | Численность, чел. | Доля     |
| -------------- | ----------------- | -------- |
| Русские        | 975 683           | 85,37 %  |
| Украинцы       | 3366              | 0,29 %   |
| Армяне         | 1652              | 0,14 %   |
| Узбеки         | 1381              | 0,12 %   |
| Азербайджанцы  | 1366              | 0,12 %   |
| Белорусы       | 1243              | 0,11 %   |
| Другие         | 158 136           | 13,85 %  |
| Итого          | 1 142 827         | 100,00 % |

## Власть и политика
Вологодская область, как субъект Российской Федерации, обладает определённой учредительной властью, что заключается в праве принимать свой устав, законы и иные нормативные правовые акты. Устав Вологодской области закрепляет основы правового статуса, обеспечение прав человека и гражданина, а также институты народовластия, экономическую и финансовую основы области, основы социально-культурной политики, организацию государственной власти, административно-территориальное деление и организацию местного самоуправления.

### Законодательное собрание
Законодательную власть осуществляет Законодательное собрание — однопалатный парламент из 34 депутатов, избираемых по смешанной избирательной системе (17+17) жителями области на 5 лет. Действующий созыв избран в сентябре 2021 года. Депутаты представляют 5 партии: «Единая Россия» (24), КПРФ (5), ЛДПР (2), «Справедливая Россия» (2), «Партия пенсионеров» (1). Председатель с 26 июля 2024 г  — Сергей Жестянников. Следующие выборы ожидаются в сентябре 2026 года.

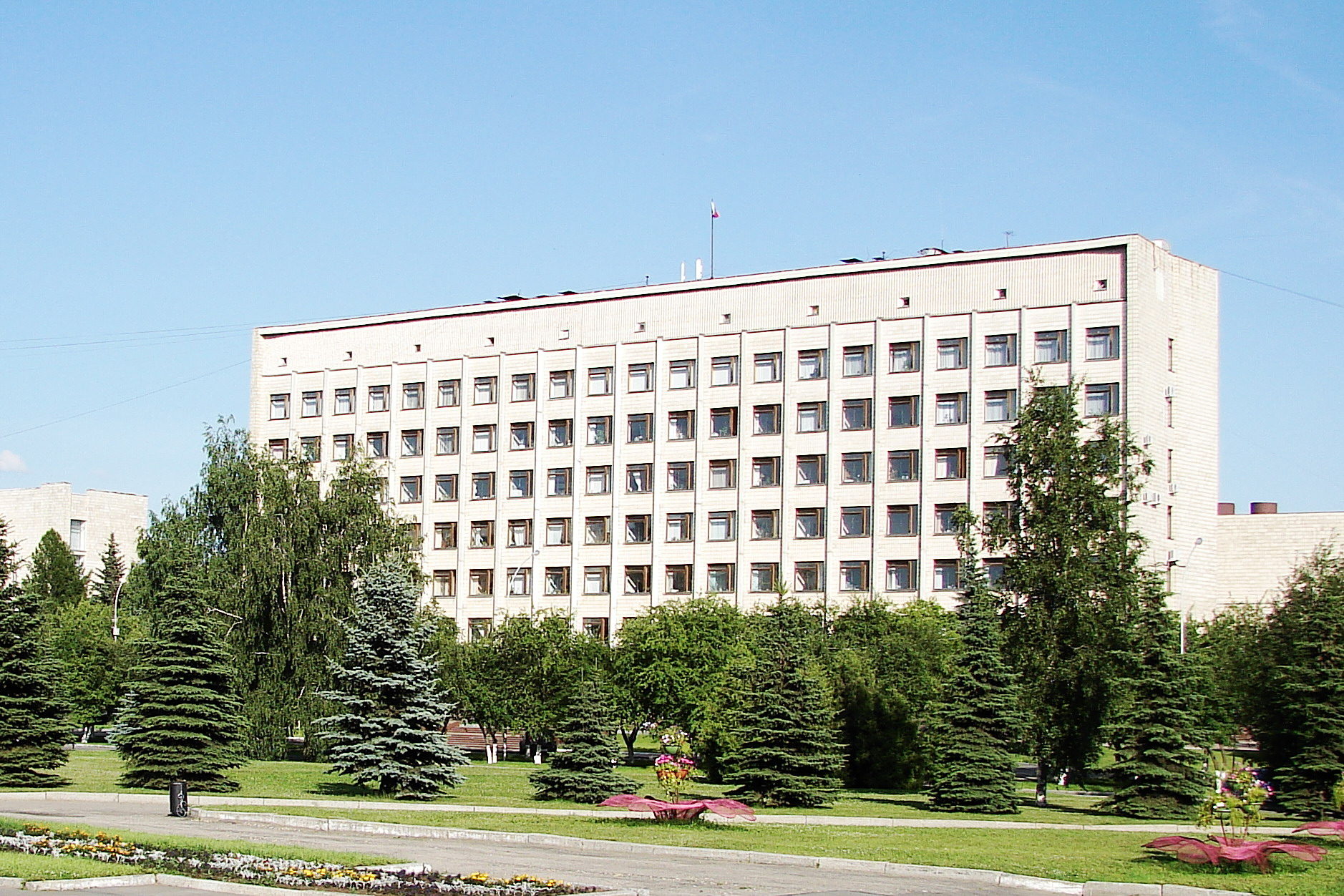
Здание Законодательного собрания в Вологде
Структура Законодательного собрания в 2021—2026 гг.

### Губернатор и правительство
Исполнительную власть осуществляют: губернатор, возглавляемое им правительство Вологодской области и иные органы исполнительной власти. В состав правительства области входят министерства, департаменты, комитеты, управления, отделы. Губернатор избирается жителями области сроком на пять лет и не может замещать указанную должность более двух сроков подряд. Действующий губернатор — Георгий Филимонов. 31 октября 2023 года он был назначен исполняющим обязанности губернатора. На досрочных выборах в сентябре 2024 года Филимонов («Единая Россия») набрал 62,3 % голосов и был избран на 5 лет. 
Правительство Вологодской области возглавляет Председатель правительства Вологодской области. С 27 ноября 2023 года должность занимает Александр Мордвинов.

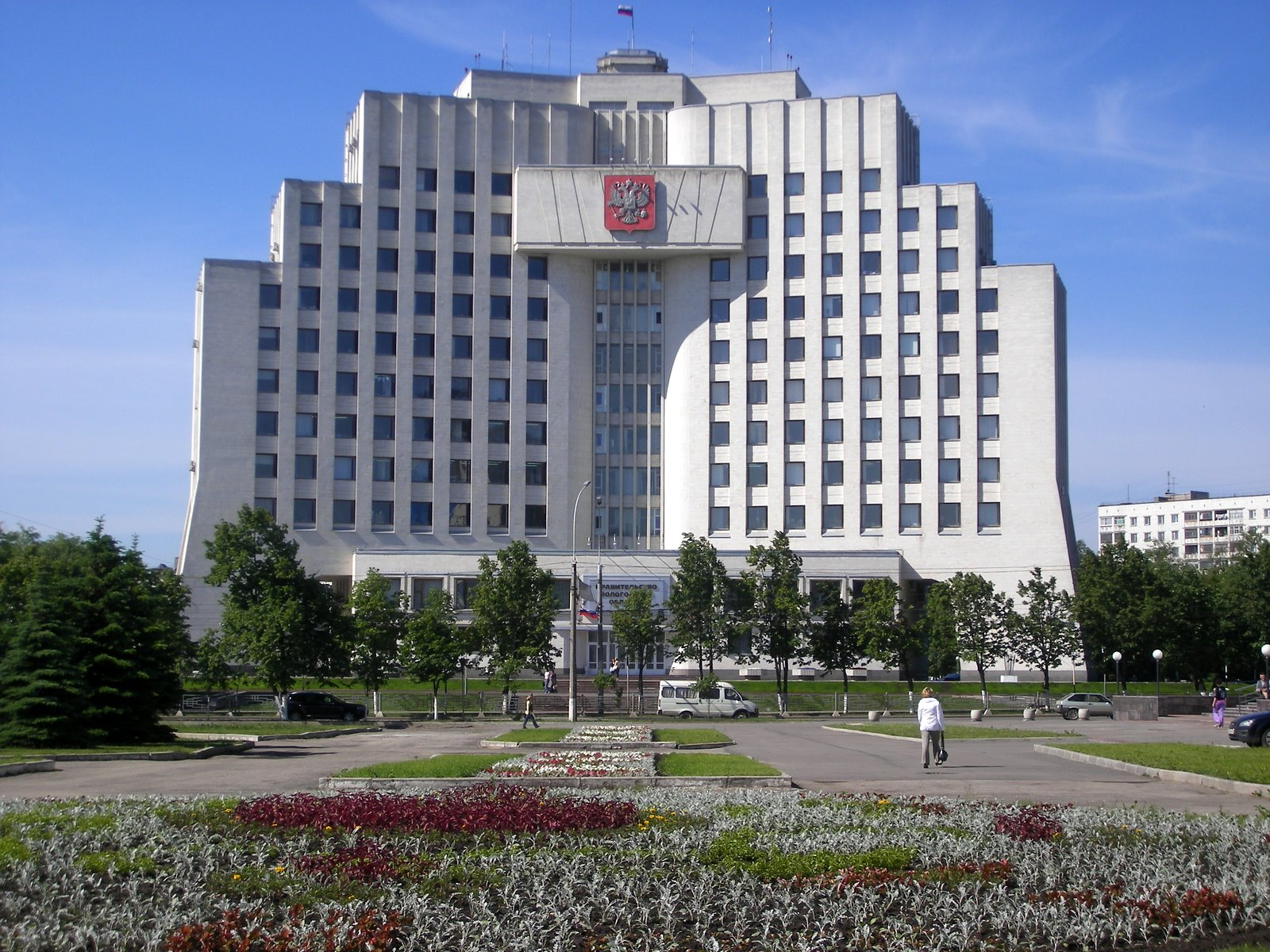
Здание правительства Вологодской области и администрации губернатора
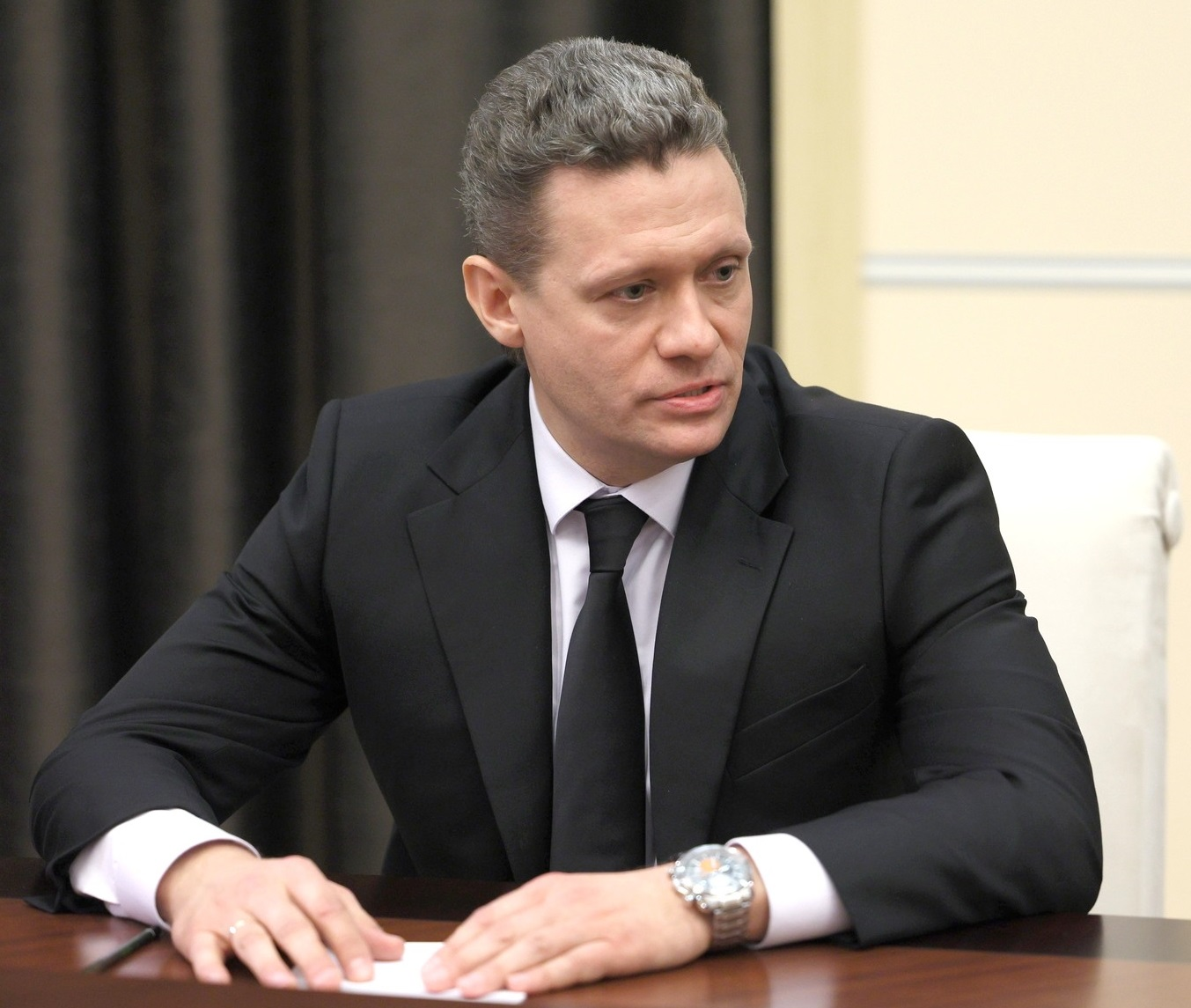
Губернатор Вологодской области Георгий Филимонов

Судебная власть осуществляется федеральными судами и мировыми судами, входящими в общероссийскую систему судебной власти. Судом общей юрисдикции является Вологодский областной суд. Председателем суда с сентября 2018 года является Игорь Трофимов, назначенный на президентом В. В. Путиным на 6-летний срок. На районном уровне действуют 25 судов: Вологодский городской суд, Череповецкий городской суд и 23 районных суда в 26 районах. В юрисдикцию трёх районных судов входит по два района: Бабаевский районный суд охватывает Бабаевский и Чагодощенский районы, Сокольский районный суд — город Сокол, Сокольский и Усть-Кубинский районы, Тотемский районный суд — Тотемский и Бабушкинский районы.
Областные органы государственной власти размещаются в Вологде.

## Руководители области
| Имя                             | Сроки полномочий                                                     | Сроки полномочий | Годы жизни | Название должности                                       |
| Имя                             | Начало                                                               | Конец            | Годы жизни | Название должности                                       |
| ------------------------------- | -------------------------------------------------------------------- | ---------------- | ---------- | -------------------------------------------------------- |
| Рябов, Григорий Андреевич       | сентябрь 1937                                                        | 9 ноября 1937    | 1895—1938  | Первый секретарь Оргбюро ВКП(б) по Вологодской области   |
| Комаров, Павел Тимофеевич       | 9 ноября 1937                                                        | 7 июня 1938      | 1898—1983  | Первый секретарь Оргбюро ВКП(б) по Вологодской области   |
| Комаров, Павел Тимофеевич       | 12 июня 1938                                                         | 28 апреля 1942   | 1898—1983  | Первый секретарь Вологодского областного комитета ВКП(б) |
| Николаев, Борис Фёдорович       | апрель 1942                                                          | январь 1945      | 1907—1973  | Первый секретарь Вологодского областного комитета ВКП(б) |
| Дербинов, Василий Никитич       | январь 1945                                                          | август 1952      | 1905—1960  | Первый секретарь Вологодского областного комитета ВКП(б) |
| Сёмин, Алексей Владимирович     | август 1952                                                          | октябрь 1952     | 1910—1972  | Первый секретарь Вологодского областного комитета ВКП(б) |
| Сёмин, Алексей Владимирович     | октябрь 1952                                                         | ноябрь 1955      | 1910—1972  | Первый секретарь Вологодского областного комитета КПСС   |
| Латунов, Иван Сергеевич         | ноябрь 1955                                                          | 29 ноября 1960   | 1906—1970  | Первый секретарь Вологодского областного комитета КПСС   |
| Милов, Вадим Сергеевич          | 29 ноября 1960                                                       | сентябрь 1961    | 1914—1991  | Первый секретарь Вологодского областного комитета КПСС   |
| Дрыгин, Анатолий Семёнович      | сентябрь 1961                                                        | 20 июля 1985     | 1914—1990  | Первый секретарь Вологодского областного комитета КПСС   |
| Купцов, Валентин Александрович  | 20 июля 1985                                                         | 11 апреля 1990   | род. 1937  | Первый секретарь Вологодского областного комитета КПСС   |
| Саранских, Владимир Иванович    | 11 апреля 1990                                                       | 23 августа 1991  | 1941—2003  | Первый секретарь Вологодского областного комитета КПСС   |
| Подгорнов, Николай Михайлович   | 4 ноября 1991                                                        | 23 марта 1996    | род. 1949  | Глава Администрации Вологодской области                  |
| Позгалёв, Вячеслав Евгеньевич   | 23 марта 1996                                                        | октябрь 1996     | род. 1946  | Глава Администрации Вологодской области                  |
| Позгалёв, Вячеслав Евгеньевич   | 6 октября 1996                                                       | 14 декабря 2011  | род. 1946  | Губернатор Вологодской области                           |
| Кувшинников, Олег Александрович | 28 декабря 2011                                                      | 31 октября 2023  | род. 1965  | Губернатор Вологодской области                           |
| Филимонов, Георгий Юрьевич      | 31 октября 2023 - 25 сентября 2024 года (врио) 26 сентября 2024 года | -                | род. 1980  | Губернатор Вологодской области                           |

## Административно-территориальное деление
Административно-территориальное устройство
Согласно Уставу области и Закону «О вопросах административно-территориальном устройстве Вологодской области», субъект РФ включает следующие административно-территориальные единицы:
- 4 города областного значения (Великий Устюг, Вологда, Сокол, Череповец)
- 26 районов.

История административных преобразований
Первоначально область делилась на 41 район: Андомский, Бабаевский, Белозерский, Биряковский, Борисово-Судский, Вашкинский, Великоустюгский, Верховажский, Вожегодский, Вохомский, Вытегорский, Грязовецкий, Кадуйский, Кирилловский, Кичменгско-Городецкий, Ковжинский, Кубено-Озёрский, Леденгский (с 1941 — Бабушкинский), Лежский, Междуреченский, Мяксинский, Никольский, Нюксенский, Оштинский, Павинский, Петриневский, Пришекснинский, Рослятинский, Сокольский, Сямженский, Тарногский, Тотемский, Усть-Алексеевский, Усть-Кубинский, Устюженский, Харовский, Чагодощенский, Чарозерский, Чебсарский, Череповецкий и Шольский.
В 1938 образован Вологодский район, а в 1940 — Уломский. В 1944 Вохомский и Павинский районы были переданы в новую Костромскую область.
В 1955 упразднены Оштинский, Петриневский и Чарозерский районы, в 1957 — Андомский, в 1959 — Биряковский, Борисово-Судский, Ковжинский, Лежский, Пришекснинский, Уломский, Усть-Алексеевский и Шольский, в 1960 — Мяксинский, Рослятинский и Усть-Кубинский, в 1962 — Бабушкинский, Вашкинский, Кадуйский, Кубено-Озёрский, Нюксенский, Сямженский, Чагодощенский и Чебсарский.
В 1965 были образованы Бабушкинский, Вашкинский, Кадуйский, Нюксенский, Сямженский, Усть-Кубинский, Чагодощенский и Шекснинский районы.
Муниципальное устройство
В рамках муниципального устройства области, в границах административно-территориальных единиц Вологодской области всего образовано 224 муниципальных образования:
- 2 городских округа (Вологда, Череповец)
- 26 муниципальных районов, включающих
  - 22 городских поселения,
  - 174 сельских поселения.

По состоянию на 1 января 2006 года в соответствии с Федеральным законом № 131 «Об общих принципах организации местного самоуправления в Российской Федерации» на территории Вологодской области первоначально были образованы 372 муниципальных образования: 26 муниципальных районов, 2 городских округа, 22 городских поселения, 322 сельских поселения.
Главы и депутаты муниципальных образований избираются прямым всеобщим голосованием населения соответствующих территорий.

### Городские округа и районы
| №  | Название                    | Население, чел. | Районный центр           | Население райцентра, чел. |
| -- | --------------------------- | --------------- | ------------------------ | ------------------------- |
| I  | город Вологда               | ↘317 822        | город Вологда            | ↘311 476                  |
| II | город Череповец             | ↘298 160        | город Череповец          | ↘298 160                  |
| 1  | Бабаевский район            | ↘19 014         | город Бабаево            | ↘11 646                   |
| 2  | Бабушкинский район          | ↘9641           | село имени Бабушкина     | ↘3842                     |
| 3  | Белозерский район           | ↘13 492         | город Белозерск          | ↘8183                     |
| 4  | Вашкинский район            | ↘6148           | село Липин Бор           | ↘3364                     |
| 5  | Великоустюгский район       | ↘49 825         | город Великий Устюг      | ↘28 266                   |
| 6  | Верховажский район          | ↘12 561         | село Верховажье          | ↘4843                     |
| 7  | Вожегодский район           | ↘13 814         | пгт Вожега               | ↘6015                     |
| 8  | Вологодский район           | ↘52 745         | город Вологда            | ↘311 476                  |
| 9  | Вытегорский район           | ↘22 200         | город Вытегра            | ↘10 292                   |
| 10 | Грязовецкий район           | ↘32 078         | город Грязовец           | ↘14 424                   |
| 11 | Кадуйский район             | ↘16 512         | пгт Кадуй                | ↗11 373                   |
| 12 | Кирилловский район          | ↘14 088         | город Кириллов           | ↘7069                     |
| 13 | Кичменгско-Городецкий район | ↘14 475         | село Кичменгский Городок | ↘6103                     |
| 14 | Междуреченский район        | ↘4918           | село Шуйское             | ↘2220                     |
| 15 | Никольский район            | ↘18 845         | город Никольск           | ↘7607                     |
| 16 | Нюксенский район            | ↘8521           | село Нюксеница           | ↗4333                     |
| 17 | Сокольский район            | ↘45 129         | город Сокол              | ↘34 298                   |
| 18 | Сямженский район            | ↘8049           | село Сямжа               | ↘3967                     |
| 19 | Тарногский район            | ↘10 460         | село Тарногский Городок  | ↘4927                     |
| 20 | Тотемский район             | ↘22 064         | город Тотьма             | ↘8647                     |
| 21 | Усть-Кубинский район        | ↘7373           | село Устье               | ↗4176                     |
| 22 | Устюженский район           | ↘15 333         | город Устюжна            | ↘7653                     |
| 23 | Харовский район             | ↘12 976         | город Харовск            | ↘8361                     |
| 24 | Чагодощенский район         | ↘11 110         | пгт Чагода               | ↘5603                     |
| 25 | Череповецкий район          | ↘39 222         | город Череповец          | ↘298 160                  |
| 26 | Шекснинский район           | ↘29 037         | пгт Шексна               | ↘16 048                   |

### Населённые пункты
Первое упоминание о наиболее древнем городе Белозерске относится к 862 году. Остатки древнего городища расположены в 18 км юго-восточнее современного города Белозерска. По преданию, городом правил один из братьев Рюрика, основателя династии Русских царей Рюриковичей — князь Синеус.

В лето 6370… И прия власть Рюрик и раздая мужем своим грады, овому Полотеск, овому Ростов, другому Белоозеро. И по тем городом суть находници варязи, а перьвии насельници в Нове-городе словене, в Полотьски кривичи, в Ростове меря, в Беле-озере весь, в Муроме мурома.
— Памятники литературы Древней Руси. XI — начало XII века. М., 1978. С. 36.
К XII веку относятся первые упоминания таких городов, как Вологда (первое упоминание в исторических документах относится к 1147 году) и Великий Устюг (впервые упоминается в летописи под 1212 как Устюг). Даты основания городов неизвестны.

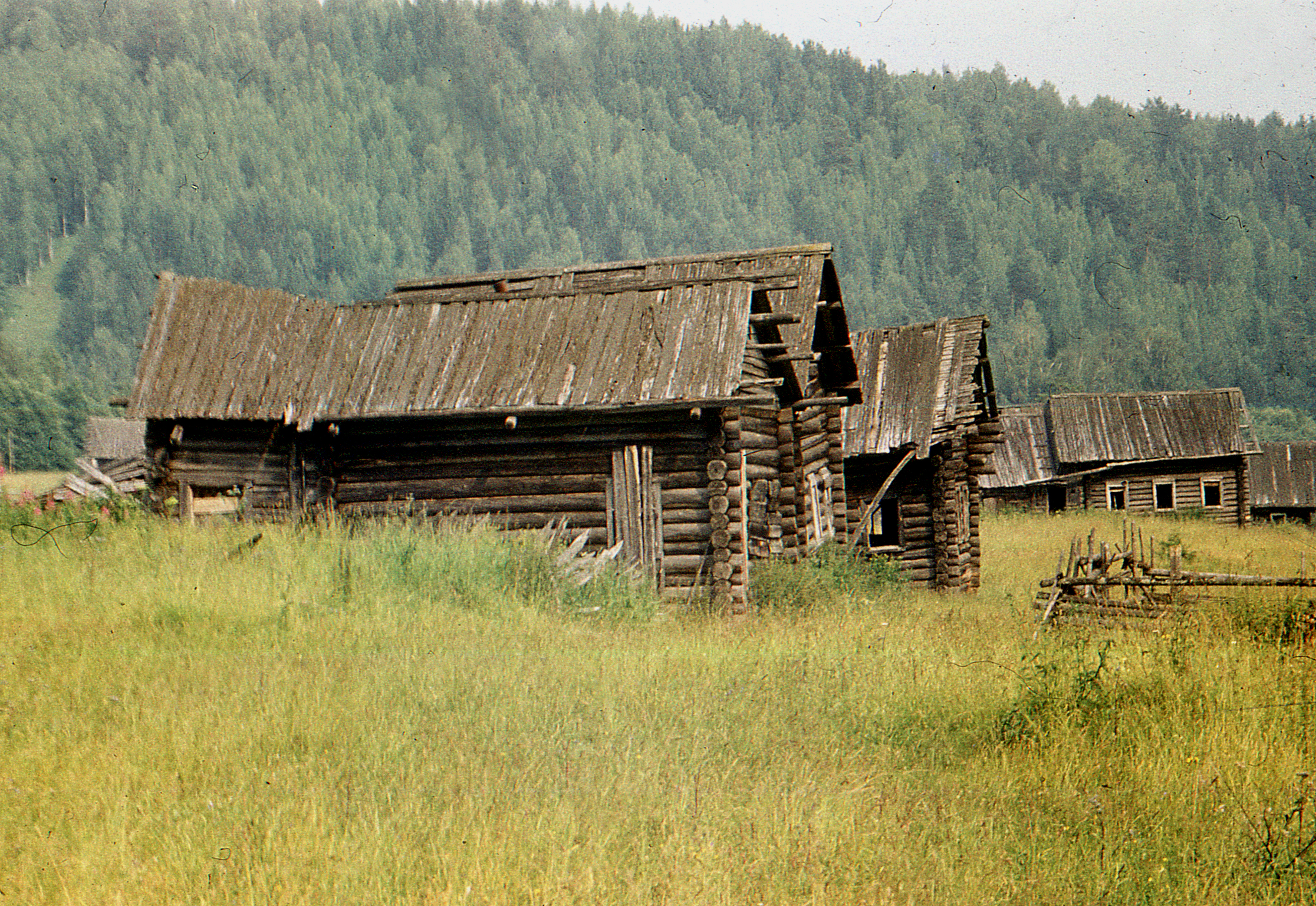
Заброшенная деревня в Вологодской области (1980 год)

Большая часть городов современной Вологодской области (включающей часть земель бывшей Новгородской губернии) была образована в период административной реформы Екатерины II (Череповец, Грязовец, Никольск и другие). Некоторые города появились в XX веке, в годы советской власти: Сокол, Харовск, Красавино и другие.
По данным переписи населения 2010 года в Вологодской области 15 городов, 9 посёлков городского типа и 8006 сельских населённых пунктов. 2131 населённый пункт не имеет населения. В таблице ниже приведены крупнейшие населённые пункты области, жирным шрифтом выделены города.

## Экономика

### Промышленность
Основной отраслью специализации является чёрная металлургия — 62,7 %, на втором месте — электроэнергетика — 7,9 %. По итогам 2004 года, на её долю приходится 17 % производимого в стране проката, 16 % — стали, 11 % — минеральных удобрений, 14,5 % — подшипников качения, 7 % — деловой древесины, 11,4 % — льняных тканей, 1,5 % от общего объёма российского экспорта — продукция вологодских предприятий.
Вологодская область сильно интегрирована в мировую экономику. Внешнеторговый оборот в 2004 году составил 3,082 млрд долл. США. Экспортировано продукции на 2,741 млрд долл. США. По объёму экспорта на душу населения область занимает 6-е место среди регионов России и 2-е место в Северо-Западном федеральном округе. Товарная структура областного экспорта определяется, прежде всего, продукцией промышленных гигантов — предприятий чёрной металлургии, химии, машиностроения, деревообработки: ПАО «Северсталь», ОАО «Череповецкий сталепрокатный завод», ЗАО «Череповецкий завод металлоконструкций», группа компаний «ФосАгро», ЗАО «Вологодский подшипниковый завод», ОАО «Сокольский деревообрабатывающий комбинат».
Коэффициент душевого производства по прокату чёрных металлов — 20, по выпуску аммиака синтетического — 8,3, по вывозу древесины — 7,6.
Экономический рост в области достигался ранее в основном за счёт чёрной металлургии. Эта привязанность ставила экономику области, её социальную сферу в прямую зависимость от финансово-экономического положения предприятий холдинга «Северсталь-групп», расположенных на территории области. Тем не менее, область экспортирует значительные объёмы продуктовых товаров: молоко, птицу, мясо, знаменитое вологодское масло Вологодского молочного комбината. В 2008 году промпроизводство в области упало на 47 %. Падение индекса промпроизводства, по данным Госкомстата РФ, в 1 квартале 2009 года составило 57 % (1 место в РФ по уровню падения), главным образом из-за резкого снижения спроса на мировых рынках на производимые в области товары, прежде всего металл.
Крупнейшими предприятиями области по объёму выручки за 2015 год являлись ПАО «Северсталь», АО «ФосАгро-Череповец», ООО «Газпром межрегионгаз Вологда», АО «Вологодский оптико-механический завод» и ЗАО «Группа компаний „Вологодские лесопромышленники“».
Сохранились до настоящего времени некоторые традиционные художественные промыслы: вологодское кружево, самый крупный центр кружевоплетения в России — вологодское предприятие «Снежинка»; уникальные промыслы Великого Устюга — шемогодская резная берёста и чернение по серебру.

### Энергетика
По состоянию на середину 2021 года, на территории Вологодской области эксплуатировалась 21 электростанция общей мощностью 1432,3 МВт, в том числе три гидроэлектростанции и 18 тепловых электростанций. В 2020 году они произвели 10 212 млн кВт·ч электроэнергии. Крупнейшей электростанцией региона является Череповецкая ГРЭС мощностью 450 МВт

### Сельское хозяйство
Численность сельского населения, на 1 января 2021 года, — 313 822 человек — 27 % от общего населения Вологодской области.
Ведущая отрасль сельского хозяйства — молочное животноводство, на которое приходится 75 % всей продукции сельского хозяйства. Производственно-промышленный потенциал агропромышленного комплекса позволяет обеспечить потребность населения в мясе, молоке, яйце, картофеле.
В 2020 году доля животноводства 25 442 млрд рублей, растениеводства — на 8 242 млрд рублей в общей продукции сельского хозяйства 33 685 млрд рублей.
На конец 2020 года поголовье КРС — 160,7 тыс. голов (+1,1 %), из них коров 76,8 тыс. голов (+0,6 %), свиней — 53,8 тыс. голов (-0,3 %), овцы и козы — 11,1 тыс. голов (-5,9 %), птица — 3709 тыс. голов (+1,7 %).
Производство продукции животноводства в хозяйствах всех категорий Вологодской области за 2020 год: мясо (в живом весе) — 51,5 тысяч тонн (+9,8 %), молоко — 586,3 тысяч тонн (+4,6 %), яйца — 617,6 млн штук (-0,9 %).
В 2020 году в сельхозорганизациях средний надой на фуражную корову 7969 кг (+389 кг, или 5,1 % к 2019 году), что выше среднего по России на 18 %. В 2020 году производство молока в хозяйствах всех категорий составило 586,3 тыс. тонн (+4,6 % к 2019 году), что стало самым высоким показателем за 27 лет. Сохраняется тенденция по ежегодному приросту производства на 5-6 %.
| тыс. гектар | 906 | 815,1 | 757,3 | 702,3 | 541,6 | 451,8 | 372,4 | 342,3 |

### Транспорт
Протяжённость путей сообщения Вологодской области на конец 2007 года: автомобильные дороги — 15 595 км, в том числе федерального значения — 641 км, внутренние водные судоходные пути — 2116 км, железнодорожные пути — 1889 км.

#### Автомобильный
- Федеральная магистраль — М8 «Холмогоры» (Москва — Ярославль — Вологда — Архангельск)
- Федеральная дорога — А114 (Вологда — Новая Ладога — а/д М18)
- Федеральная дорога — А119 (Вологда — Медвежьегорск)
- Федеральная дорога — А122 (а/д А114 — Устюжна — Крестцы — Яжелбицы — Великие Луки — Невель)
- Федеральная дорога — А123 (Чекшино — Тотьма — Котлас — Куратово)
- Федеральная дорога — А215 (Лодейное Поле — Вытегра — Прокшино — Плесецк — Брин-Наволок)
- Региональная дорога — Р6 (Череповец — Белозерск — Липин Бор)
- Региональная дорога — Р7 (а/д А123 — Тотьма — Никольск)
- Региональная дорога — Р157 (Урень — Шарья — Никольск — Ширяево, планируется передача в федеральную собственность)
- Региональная дорога — Р104 (Сергиев Посад — Череповец)

#### Железнодорожный
Узел «Вологда» (станции Вологда I, Вологда II и Лоста-Сортировочная) — крупнейший железнодорожный узел Северной железной дороги, а участок «Вологда II — Лоста-Сортировочная» — самый грузонапряжённый на всей сети железных дорог РФ (по количеству пар поездов в обоих направлениях в сутки и тоннажу перевозимых грузов). Направления: южное (Ярославль — Москва), западное (Волховстрой — Санкт-Петербург), северное (Архангельск, Мурманск, Северодвинск, Котлас, Сыктывкар, Воркута, Сосногорск), восточное (Киров — Пермь — Астана).
Прямые, транзитные поезда и прицепные вагоны в составе проходящих поездов связывают Вологду с такими городами как: Москва, Санкт-Петербург, Ярославль, Екатеринбург, Пермь, Тюмень, Челябинск, Омск, Мурманск, Архангельск, Воркута, Сыктывкар, Симферополь, Харьков, Запорожье, Белгород, Курск, Орёл, Ставрополь, Минеральные Воды, Барнаул, Астана, Караганда, Алма-Ата, Минск.
Круглогодичное грузовое и пассажирское ж/д сообщение имеет Череповец. Через станцию Череповец I проходят транзитные поезда из Санкт-Петербурга в Вологду, Архангельск, Киров, Воркуту, Тюмень, Микунь, Сыктывкар, Челябинск, Новокузнецк, а также прямые поезда до Москвы, Санкт-Петербурга, Адлера и Анапы (сезонное обращение).
Сезонное пассажирское сообщение имеет Великий Устюг. Зимой к Деду Морозу на станцию Великий Устюг приезжают туристические поезда из Москвы.

#### Авиационный
- Международный аэропорт в Череповце (перелёты до Москвы, Санкт-Петербурга, Великого Устюга, Калининграда, Нижнего Новгорода, Мурманска, Казани, Петрозаводска, Екатеринбурга, Сочи, Минеральных Вод, Магаса, Ухты, Самары, Калуги, Минска).
- Внутренний аэропорт в Вологде, п. Дорожный (перелёты до Москвы, Санкт-Петербурга и Великого Устюга).
- Аэропорт регионального значения в Великом Устюге (перелёты до Вологды и Череповца, а также с пересадкой в них до Москвы и Санкт-Петербурга).

#### Водный
Порт в Череповце — один из крупнейших на Волго-Балтийском водном пути. У причальной стенки протяжённостью более 900 метров могут обрабатываться речные и смешанного, «река — море», плавания суда. В составе порта самоходный и несамоходный грузовой флот общим тоннажем более 61 тысячи тонн, буксирные теплоходы, плавмеханизация и портальные краны грузоподъёмностью от 5 до 40 тонн, пассажирский флот, открытые и закрытые складские площадки.
Кроме Волго-Балта в центральной и западной части области большое значение имеет река Сухона, приток Северной Двины. Обе артерии соединяются с помощью Северо-Двинской водной системы. На них осуществляются паромные переправы.

## Связь
- Фиксированная телефонная связь. Операторы: Вологодский филиал публичного акционерного общества «Ростелеком» и МегаФон.
- Мобильная связь: на территории области работает несколько общероссийских операторов: «МегаФон», «МТС», «Билайн», «Tele2», «Yota», «Ростелеком». Услуги сотовой связи оказываются на территории практически всех районов, но охват территории неравномерен — в основном промышленно развитый юг, а также центр и запад области; в восточных районах мобильная связь в ключевых населённых пунктах. Общее количество абонентов составляет более 600 тыс. человек.
- Почтовая связь: Управление федеральной почтовой связи Вологодской области.

## Образование
По состоянию на июль 2016 года в Вологодской области действует 5 вузов и 6 филиалов.
Вологодская область с 1 апреля 2010 года участвует в проведении эксперимента по преподаванию курса «Основы духовно-нравственной культуры народов России» (включает «Основы православной культуры», «Основы исламской культуры», «Основы буддийской культуры», «Основы иудейской культуры», «Основы мировых религиозных культур», и «Основы светской этики»).

## СМИ
- Старейшая областная газета — «Красный Север» (с 1917 года). Другие областные газеты: «Премьер», «Хронометр», еженедельник «Московский комсомолец в Вологде. В Череповце».
- Областное телевидение представлено телеканалами: «7 КАНАЛ» (Вологда), «Россия — Вологда», «Телеканал Русский Север», «Канал 12» (Череповец), Телекомпания «Провинция» (Череповец, Великий Устюг).
- Областное радио представлено: «Радио России — „Вологда“», «Премьер», «Трансмит», «Росрадио», «Вологодское радио», «Шексна-Рекорд», «Ретро», «Маяк», «Авторадио», «Дорожное радио», «Русское Радио», «Европа Плюс», «DFM», «Эхо Москвы», «Наше Радио».
- Информационные агентства: ИА «Вологда Регион», Новости Вологодской области, Север-Информ, ИМА «Череповец», ИА «СеверИнфо» (образовано в результате ребрендинга ИА «Север-Информ»), Медиа-Центр (Череповец).

## Культура, туризм
Ряд городов и населённых пунктов области: Белозерск, Великий Устюг, Вологда, Устюжна, Тотьма и другие, — имеют статус исторических и являются музеями под открытым небом. Великий Устюг с 1998 года считается родиной российского Деда Мороза.
Ведущие музеи: Вологодский государственный историко-архитектурный и художественный музей-заповедник, Кирилло-Белозерский, Велико-Устюгский; Тотемское и Череповецкое музейные объединения. Под Вологдой расположен Архитектурно-этнографический музей Вологодской области.
В Вологодской области сохранился и ряд старинных русских дворянских усадеб, включая усадьбу Брянчаниновых недалеко от Вологды, усадьбу Батюшковых и Куприна неподалёку от Устюжны, усадьбу Игоря Северянина на реке Суда, усадьбу Гальских и усадьбу Качаловых «Хвалевское» в Борисово-Судском.
Особый интерес представляют памятники культовой архитектуры, в том числе ансамбли Спасо-Прилуцкого, Кирилло-Белозерского и других монастырей. Самый знаменитый Ферапонтов монастырь, благодаря фресковому ансамблю, выполненному в 1502 году древнерусским художником Дионисием, включён в Список всемирного наследия ЮНЕСКО.
Вологодчина знаменита обилием сохранившихся памятников деревянного зодчества. Однако, в силу разных причин, число и сохранность объектов деревянной архитектуры неуклонно снижается. Так, в 1963 году сгорела церковь Покрова Пресвятой Богородицы под Вытегрой, непосредственный предшественник знаменитого Преображенского храма Кижского погоста.
Интересным может оказаться и посещение княжеской гридницы в городе Белозерске.
В области хорошо налажен охотничье-рыболовный туризм, неплохая база для развития т. н. сельского туризма.
Вологодский край как часть Русского Севера сумел сохранить значительное число памятников этнического наследия русского народа (песни, сказания, былины, летописи). В XIX—XX веках здесь были «открыты» лучшие образцы фольклора, церковной и светской литературы. В быту и культурной жизни современного населения сёл и деревень Вологодской области и сегодня находят своё продолжение традиции и промыслы крестьянского уклада (см. статью о деревне Логдуз).
Область интересна своими природными памятниками. Так, в 70 км от Великого Устюга напротив деревни Порог находится знаменитый геологический разлом — Опоки: высокие, 60 метровые берега на крутой излучине реки Сухоны обнажают породы верхней перми.
В области имеется пять театров: Вологодский государственный драматический театр, Вологодский областной театр кукол «Теремок», Вологодский областной театр юного зрителя, Череповецкий камерный театр, Череповецкий детский музыкальный театр.

## Спорт
Область известна своими спортсменами, снискавшими славу российскому спорту на международных соревнованиях.
Альбина Ахатова (род. 13 ноября 1976 в городе Никольске) — российская биатлонистка. Заслуженный мастер спорта.
В эстафетных гонках Альбина Ахатова завоевала серебряную медаль на Зимних Олимпийских играх 1998 в Нагано, бронзовую медаль на Зимних Олимпийских играх 2002 в Солт-Лейк-Сити и золото на Зимних Олимпийских играх 2006 в Турине. Тогда же Альбина Ахатова стала бронзовым призёром в индивидуальной гонке на 15 км, после того как у Ольги Пылёвой была изъята медаль из-за применения допинга. Вторую бронзовую медаль она завоевала в гонке преследования на 10 км.
Анна Богалий-Титовец (род. 12 июня 1979 в посёлке Вожега) — российская биатлонистка. Заслуженный мастер спорта, мастер спорта международного класса. Двукратная олимпийская чемпионка.
Сергей Фокичев (род. 24 декабря 1962) — советский конькобежец, заслуженный мастер спорта (1984). Олимпийский чемпион 1984 года на дистанции 500 м, двукратный чемпион СССР на этой же дистанции (1985, 1987).
Гуляев, Николай Алексеевич (род. 1 января 1966 в Вологде) — советский и российский конькобежец. Олимпийский чемпион 1988 года в беге на 1000 м, чемпион мира и Европы 1987 года в классическом многоборье, двукратный чемпион страны (1987, 1992). Николай Гуляев стал последним советским конькобежцем — чемпионом мира в классическом многоборье. Заслуженный мастер спорта СССР (1987).
Спицов Денис Сергеевич (род. 16 августа 1996 в Вожеге) — российский лыжник, трёхкратный призёр Олимпийских игр 2018 года, заслуженный мастер спорта России. На Зимних Олимпийских играх в Корее в скиатлоне на старте Денис оказался в завале вместе с норвежским спортсменом Крюгером (как оказалось позднее — олимпийским чемпионом на этой дистанции). Но, сумев догнать лидирующую группу, на протяжении второго отрезка находился среди лидеров и только на финише пропустил вперёд себя трёх норвежцев, заняв четвёртое место и став первым среди молодых спортсменов-лыжников в возрасте до 23 лет. В гонке с раздельным стартом на 15 км Спицов показал третье время и завоевал первую для себя олимпийскую медаль.

## Известные люди
- Вологжане — полные кавалеры Георгиевского креста
- Вологжане — Герои Советского Союза
- Вологжане — Герои Социалистического Труда
- Вологжане — Герои Российской Федерации

## Награды
- Орден Ленина — на основании Указа Президиума Верховного Совета СССР от 21 июля 1967 года, опубликованного в газете «Ведомости Верховного Совета СССР» № 30 от 26 июля 1967 года.

## Галерея
| - Осень - Зима - Тайга - Крещенские морозы - На Исаковой горе - В Спасо-Прилуцком монастыре - Вологодский луг - Кони Вологодчины |